# مرض

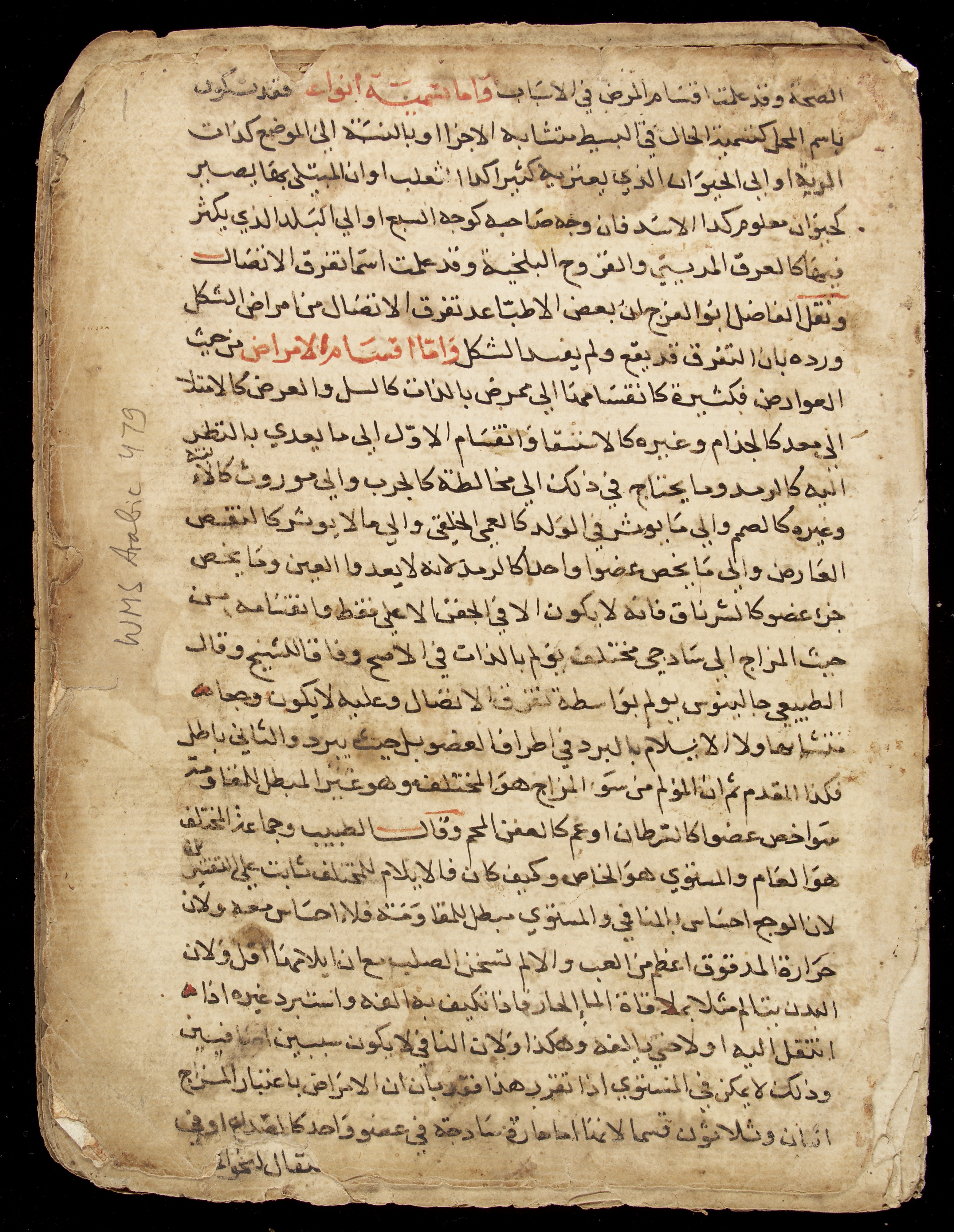
صفحة من مخطوط عربي طبي، يصف تسمية الأمراض وأقسامها حسب الأعراض.

المرض أو الداء أو العلة هو حالة غير طبيعية تصيب الجسد البشري أو العقل البشري محدثة انزعاجاً، أو ضعفاً في الوظائف، أو إرهاقاً للشخص المصاب مع إزعاج. يستخدم هذا المصطلح أحيانا للدلالة على أي أذى جسدي، إعاقة، متلازمة، أعراض غير مريحة، سلوك منحرف، تغيرات لا نمطية في البنية والوظيفة، وفي سياقات أخرى قد يستلزم الأمر التمييز بين هذه الأمور كلها. علم الأمراض هو العلم الذي يدرس هذه الأمراض، في حين نشير للعلم الذي يعنى بدراسة التصنيف المنظومي للأمراض المختلفة بعلم تصنيف الأمراض nosology. أما المعرفة الشاملة بالأمراض البشرية وطرق تشخيصها وعلاجها فتشكل ما يدعى بالطب. العديد من هذه الحالات المرضية قد تصيب الحيوانات (أهلية كانت أو برية)، ودراسة هذه الأمراض التي تصيب الحيوانات تسمى بما يدعى بالطب البيطري.
المرض (يُشار إليه أحيانًا بـ اعتلال الصحة أو السقم) هو كون الفرد في حالة صحية ضعيفة. ويُعتبر المرض أحيانًا كلمة مرادفة لمصطلح داء، لكن يؤكد البعض الآخر أن هناك فروقًا دقيقة بين المعنيين. ويناقش هذا المقال تعريف المرض باعتباره التصوّر الذاتي للمريض لمرضٍ محدد بشكلٍ موضوعي. وفقًا لتعريف منظمة الصحة العالمية، تشمل الحالة الصحية الجيدة «[...] حالة اكتمال السلامة البدنية والعقلية والاجتماعية، وليس مجرد الخلو من المرض أو الوهن». في حال عدم تحقق تلك الشروط، يمكن اعتبار المرء يعاني من مرض ما أو به سقم. وتُستخدم الأدوية وعلم الصيدلة في علاج أعراض المرض أو الحالات الطبية، أو التخفيف منها. ويُستخدم مصطلح الإعاقة المرتبطة بالنمو لوصف الإعاقات الحادة التي تستمر مدى الحياة والتي تُعزى إلى الاعتلال العقلي و/أو الجسدي

## الأمراض الجسدية
يمكن اعتبار حالة الـجسم الإنسان أو الـعقل التي تُسبب ألمــا، خلل وظيفي، أو ضيقاً للشخص المصاب أو لأولئك الذين يحتكون به مرضاً. ويُستخدم هذا المصطلح أحياناً بصورةٍ أوسع ليتضمن الإصابات، والإعاقات، والـمتلازمات، والعدوى، والـأعراض، والسلوكيات المنحرفة، والتغييرات الشاذة في البنية والوظيفة، بينما يمكن اعتبارها فئات مميزة في سياقاتٍ أخرى. إن الـممرض أو العامل الممرض هو عامل حيوي يُسبب المرض أو الداء لصاحبه. الفيروس المسافر هو فيروس يسافر بكل بساطة متطفلاً في جسم الإنسان أو يُصيب الجسم دون ظهور أعراض للمرض أو الداء. أما الأمراض التي تنتقل من خلال الأغذية أو التسمم الغذائي، فهو مرض ينتج عن تناول أغذية ملوَّثة بالبكتيريا المسببة للأمراض، السموم، الفيروسات، البريونات أو الطفيليات.

## التكيف مع المرض
وفقاً للطب التكيفي فإن الكثير من الأمراض لا تصيب الجسم بسبب العدوى أو الخلل الوظيفي مباشرةً، ولكنها استجابة يقوم بها الجسم. فالـحمى، على سبيل المثال، لا تنتج عن البكتيريا أو الفيروسات مباشرةً ولكن لأن الجسم يتخلص منها من خلال رفع درجة الحرارة الطبيعية لجسم الإنسان، والتي يعتقد البعض أنها تمنع نمو الكائن المُعدي. ويُطلق الطب التطوري على تلك المجموعة من الاستجابات سلوك المرض. وتتضمن الأمراض التي تحدد التغييرات الصحية، مثل: الـإعياء، والـاكتئاب، وفقدان الشهية، والـنعاس، والحساسية المفرطة، وعدم القدرة على الـتركيز. وتظهر كل تلك الأعراض مع الحُمّى بسبب المخ الذي يقوم بـتحكم كامل. ولذلك، فهي غير ضرورية وغالباً لا تصاحبها أية عدوى (مثل: عدم وجود حُمّى في حالات سوء التغذية أو أثناء الحمل المتأخر)عندما يكون هناك أضرار تفوق أي فائدة لها. وهناك عامل مهم لدى البشر؛ ألا وهو الاعتقادات التي تؤثر في ما إذا كان نظام إدارة الصحة في المخ الذي يقوم بتقييم الأضرار والفوائد سوف يستخدم هذه الأساليب أم لا. عندما يعمل نظام إدارة الصحة على أساس معلومات خاطئة، فإنه يدعم تأثير الـغفل في تخفيف المرض.

## الأمراض العقلية
الأمراض العقلية (أو العجز العاطفي، أو اختلال الوظائف المعرفية) هي مُسمىً عام لفئةٍ واسعة من الأمراض التي يمكن أن تشمل عدم الاستقرار العاطفي أو الوجداني، أو الاضطراب السلوكي، و/أو خلل الإدراك أو ضعفه. وتوجد أمراض معينة تُعرَف باسم الأمراض العقلية، وتتضمن الاكتئاب الحاد، واضطراب القلق النفسي العام، والـفصام، واضطراب فرط الحركة ونقص الانتباه، وذلك على سبيل المثال لا الحصر. ويمكن أن ترجع الأمراض العقلية إلى أسس بيولوجية (على سبيل المثال: تشريحي أو كيميائي أو وراثي) أو نفسية (مثل: الصدمات أو الصراعات النفسية). ويمكن أن تؤثر على قدرة الفرد على العمل أو الذهاب إلى المدرسة، وتؤدي إلى المزيد من المشاكل في العلاقات. وهناك أسماء أخرى مرادفة للأمراض العقلية، من بينها «اضطراب عقلي» (mental disorder)، «اضطراب نفسي» (psychiatric disorder)، «الاضطراب السيكولوجي» (psychological disorder)، «علم النفس الشاذ» (abnormal psychology)، «العجز العاطفي» (emotional disability)، «المشاكل العاطفية» (emotional problems)، أو «مشاكل السلوك» (behavior problem). يُستخدم مصطلح الـجنون فنياً باعتباره مصطلحاً قانونياً. وقد يؤدي تلف الدماغ إلى ضعف الأداء العقلي.

## دراسة المرض
وبائيات (علم الأوبئة) هو الدراسة العلمية للعوامل التي تؤثر في صحة ومرض الأفراد والمجتمعات، وهو يمثل الأساس والمنطق للتدخلات التي تمت في مجال الصحة العامة والطب الوقائي.
الطب السلوكي هو مجال متعدد التخصصات من الطب المعني بالتنمية وتكامل المعرفة النفسية، والاجتماعية، والسلوكية، ومعرفة الطب الحيوي المتعلقة بالصحة والمرض. مقياس الانطباع السريري العام يقيّم استجابة المرضى الذين يعانون من اضطرابات نفسية للعلاج. فيتطلب «مستوى التحسين» من الطبيب تقييم مدى تحسن أو تدهور حالة المريض وفقا للحالة القياسية. قد يشير كل من الارتباك العقلي واليقظة المنخفضة إلى ازدياد المرض المزمن سوءً.

## العلاج
الرعاية الصحية هي الوقاية والعلاج، السيطرة على المرض والحفاظ على الصحة النفسية والجسدية من خلال الخدمات التي تقدمها التخصصات الصحية من الطب والتمريض والخدمات الصحية المساعدة. التوفير المنظم لهذه الخدمات يسهم في تشكيل نظام رعاية صحية متكامل. قبل شيوع مصطلح «الرعاية الصحية» تحدث الناطقون بالإنجليزية عن الطب أو القطاع الصحي، وعن العلاج والوقاية من المرض والأمراض. فالمريض هو أي شخص يتلقى العناية والرعاية الطبية، أو العلاج. ويكون في معظم الأحيان مريض أو مصاب، ويخضع للعلاج، أو في حاجة إلى علاج من قبل الطبيب أو أي متخصص طبي آخر. يطلق مستهلك الصحة أو مستهلك الرعاية الصحية كاسم آخر على المريض، يستخدم الاسم عادة بعض الجهات الحكومية، شركات التأمين و/أو مجموعات المرضى.
حالات الطوارئ الطبية هي الإصابات أو الأمراض التي تشكل خطرا مباشرا وفوريا على صحة الشخص أو حياته التي تتطلب مساعدة من الطبيب أو المستشفى. يشمل تخصص الأطباء في طب الطوارئ تقنيات فعالة للتعامل مع حالات الطوارئ الطبية وإنعاش المرضى. يوفر قسم الطوارئ العلاج الأولي للمرضى ويشمل طائفة واسعة من الأمراض والإصابات، البعض منها قد يهدد الحياة ويتطلب اهتماما فوريا.
الدواء هو أي مادة كيميائية غير الطعام أو الأجهزة والذي يؤثر على وظيفة الكائنات الحية. يمكن استخدام الأدوية لعلاج الأمراض، أو تستخدم ترفيهيا لتغيير السلوك والإدراك. تنتجها شركات الأدوية وعادة ما تحصل على براءة اختراع لذلك. بينما يطلق على الأدوية التي لم تحصل على براءة اختراع بالأدوية السائبة generic drugs. يمكن لبعض الأدوية، إذا أسيء استخدامها، أن تطغى على توازن الكائن الحي، مما يسبب المرض الشديد أو الموت. وهو أساسا نوع من التسمم. في سياق علم الأحياء، السموم هي المواد التي يمكن أن تسبب المرض.
الراحة في السرير Bedrest كعلاج طبي يشير إلى البقاء في السرير ليلا ونهارا. برغم أن معظم المرضى في المستشفيات يقضون معظم وقتهم في السرير، إلا أن bedrest في كثير من الأحيان تشير إلى فترة طويلة من الراحة في المنزل.
تكنولوجيات تعزيز الإنسان (HET) يمكن استخدامها ليس فقط لعلاج المرض والعجز، لكن أيضا لتعزيز القدرات والخصائص البشرية. الدواء هو عقار مرخص يؤخذ لعلاج أو تخفيف أعراض مرض أو حالة طبية. فالكرسي المتحرك هو جهاز التنقل الذي يأخذ شكل كرسي على عجلات، يستخدمه من يجد صعوبة أو استحالة في السير بسبب المرض أو العجز.
العلاج بالصدمة هو الحث المتعمد والمتحكم به لشكل ما من صدمات الحالة الفسيولوجية للفرد بغرض العلاج النفسي. العلاج بالكهرباء هو استخدام الطاقة الكهربائية في علاج ضعف الصحة وحالات الشذوذ الوظيفي.

## دراسة المرض
علم الأوبئة هو الدراسة العلمية للعوامل التي تؤثر في صحة ومرض الأفراد والمجتمع وهو بمثابة الأساس والمنطق وراء التدخلات التي تتم في مصلحة الصحة العامة والطب الوقائي.
الطب السلوكي هو مجال متعدد التخصصات من الطب المعني بالتنمية وبتكامل المعرفة النفسية والاجتماعية والسلوكية ومعرفة الطب الحيوي المتعلق بالصحة والمرض. الانطباع السريري العام يقيم استجابة المرضى الذين يعانون من اضطرابات نفسية للعلاج. فيتطلب «مستوى التحسين» من الطبيب تقييم مدى تحسن أو تدهور حالة المريض وفقا للحالة القياسية. الارتباك العقلي واليقظة المنخفضة قد يشير إلى أن المرض المزمن ازداد سوءا.

## الدين والمرض
يوجد في كل من الشريعة اليهودية والإسلامية رخص خاصة للمرضى. فمثلا، من كانت حياته في خطر إذا فعل شيء ما (كالصوم) فإنه يعفى منه (بل ويحرم عليه بالفعل المشاركة في) صيام يوم كيبور أو شهر رمضان.
في العهد الجديد يوصف يسوع بأنه معجزة الشفاء.
كان المرض واحدا من الأربعة مشاهد، التي يشار إليها بالأربعة مشاهد the four sights، التي واجهها غوتاما بوذا.
تشمل الشامانية الكورية مفاهيم «مرض الروح».
الطب الشعبي هو إجراءات جماعية تستخدم عادة لعلاج المرض والإصابة، المساعدة في الولادة والحفاظ على العافية. بل هو مجموعة من المعارف تختلف عن «الطب العلمي» وقد يتعايش الفنان معا في نفس الثقافة.